# Tabiteuea
Tabiteuea è il più grande atollo delle isole Gilbert che fanno parte della Repubblica delle Kiribati. È localizzato a sud di Tarawa nella parte meridionale dell’arcipelago. L'atollo è costituito da due isole principali, ben separate tra loro, Aanikai o Eanikai a nord e Nuguti a sud, oltre a piccoli isolotti tra le due, lungo il bordo orientale dell’atollo.
L'atollo ha una superficie totale di 40 km², mentre la sua laguna misura 365 km². Nel 2005 possedeva una popolazione di 4 899.
Dal punto di vista amministrativo, Tabiteuea è divisa in due consigli comunali:
- Tabiteuea Nord ha una superficie di 26 km² e una popolazione di 4 120 abitanti al 2020, distribuiti tra i 12 villaggi (capoluogo Utiroa).
- Tabiteuea Sud ha una superficie di 12 km² e una popolazione di 1 357 abitanti al 2020, distribuiti su 6 villaggi (capoluogo Buariki).

## Storia
“Tabiteuea” in gilbertese significa “i capi sono proibiti” (dalla parola “te tabu”, sacro, proibito e la parola “te uea”, il capo, il signore). L’isola è rinomata per il suo senso dell’Uguaglianza e le sue maestose maneaba.
Il primo luglio 1799, Charles Bishop e George Bass entrano nella laguna di Tabiteuea mentre molte piroghe si avvicinano al Nautilus. Bishop la battezza Bishop’s Island, e chiama Aanikai, Drummond’s Island.
Durante la United States Exploring Expedition, aprile 1841, giunge a Tabiteuea, allora nota come Drummond's Island. Perché manca senza motivo un membro dell’equipaggio sceso a terra, sono decise rappresaglie: almeno una ventina degli abitanti sono uccisi dagli americani. Utiroa è incendiata e la maneaba distrutta.
Nel tardo XIX secolo si verificò una piccola guerra di religione nell'arcipelago quando le popolazioni del Nord di Tabiteuea, in parte convertite al Cristianesimo, guidate da un pastore protestante delle Hawaii chiamato Kapu, invasero con una crociata il Sud dove era stato creato un culto a Tioba (Jehovah) nel 1860.
Il vescovo Octave Terrienne vi stabilì nel 1936 la sua principale chiesa cattolica a Tanaeang, a Tabiteuea Nord. Il vicariato apostolico ebbe la sua sede a Tabiteuea fino al suo trasferimento a Teaoraereke (Tarawa Sud) nel 1960.

## Geografia
Nelle Isole Gilbert ed Ellice, Tabiteuea è stato l’atollo più grande e più popolato finquando Tarawa ridiventò nel 1946 il capoluogo della colonia britannica.
Tabiteuea North – spesso riferita come “TabNorth” è l’isola la più settentrionale delle isole meridionali (Southern Gilberts).
Come tutte le isole del Sud, è un’isola dove c’è siccità, più o meno marcata. Il taro gigante, ‘bwabwai’ (Cyrtosperma merkusii) è sistemato il più vicino alla lente d'acqua dolce.
Tabiteuea Nord si estende dal villaggio di Tekabuibui all’isola meridionale di Aiwa. Altre isole comprendono Kabuna, Tenaatoorua e Bangai. Ci sono numerosi isolotti tra le isole abitate. Aiwa rappresenta il confine tra Tabiteuea Nord e Tabiteuea Sud. TabNorth ha una superficie di  25,78 km², larga di 2,18 km nel punto più ampio (Tekaman), e solo 0,13 km in quello più stretto.
Il sud, che si chiama in inglese Tabiteuea South e in gilbertese Tabiteuea Maiaki comprende 6 villaggi con Tewai nel nord, Taungaeaka, Buariki, Nikutoru, Katabanga e l’isoletta di Takuu. La parte principale di Tabiteuea South ha un causeway (diga-ponte) che connette Taungaeaka a Buariki, e Tewai a Taungaeaka. Takuu non è ancora connessa.
Tabiteuea South ha 11,85 km², 1,89 km nel punto più largo, 0,02 km nel punto più stretto, e circa 29,87 km di lunghezza.
Le isole abitate di Tabiteuea South comprendono Tewai nel punto più a Nord, con poi Taungaeaka, Buariki, Nikutoru, Katabanga, e la più al sud, Takuu. Le altre isole non sono abitate ma vengono visitate per la raccolta della copra e la pesca da famiglie a cui appartengono.
Ci sono 7 causeways che permettono di circolare che formano Tabiteuea South. Katabanga-Takuu causeway si è rotto senza essere riparato. Ci sono due causeways che collegano Taungaeaka all’isola, prima del villaggio di Buariki.
La popolazione di Tabiteuea South nel censimento del 2010 era di 1 290 unità. 
Nel censimento del 2005 era di 1 217. Dal 1963 in poi, è sempre stata compresa tra il migliaio e poco più di 1 400.